# Richard Achilles Ballinger

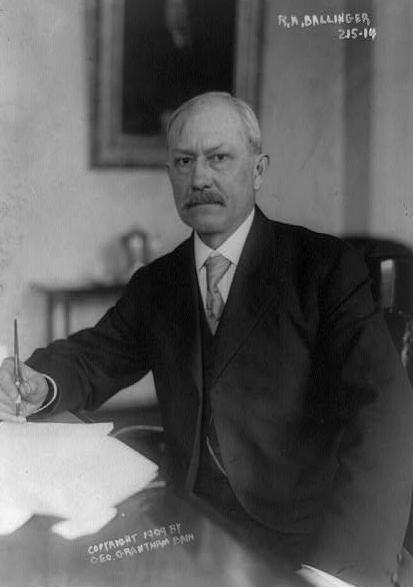
Richard Achilles Ballinger

Richard Achilles Ballinger, född 9 juli 1858 i Boone County, Iowa, död 6 juni 1922 i Seattle, Washington, var en amerikansk republikansk politiker. Han var borgmästare i Seattle 1904-1906 och USA:s inrikesminister 1909-1911.
Ballinger utexaminerades 1884 från Williams College. Han gifte sig 1886 med Julia A. Bradley. Han arbetade som advokat och som domare i delstaten Washington. Han efterträdde 1904 Thomas J. Humes som borgmästare i Seattle. Han efterträddes två år senare av William Hickman Moore.
USA:s president William Howard Taft utnämnde 1909 Ballinger till USA:s inrikesminister. Ballingers trovärdighet i naturskyddsfrågor ifrågasattes och han avgick 1911. Han efterträddes som minister av Walter L. Fisher. Gifford Pinchot var en av Ballingers främsta motståndare. Pinchot var en progressiv naturskyddsförespråkare, medan Ballinger var en konservativ republikan som ville i första hand främja affärsintressen. Skandalen kring Ballingers ointresse för naturskydd som hörde till hans ansvarsområden som minister bidrog till att Pinchot och andra progressiva republikaner lämnade partiet inför presidentvalet i USA 1912, grundade Progressiva partiet och nominerade Theodore Roosevelt som presidentkandidat.